# Jasenivci
Jasenivci (in ucraino Ясенівці?) è un villaggio ucraino nel distretto di Zoločiv, nell'oblast' di Leopoli, fondato nel 1473.

## Chiesa della Trasfigurazione
La Chiesa della Trasfigurazione (Церква Преображення Господнього) fu costruita nel villaggio di Jasenivci nel 1897, e consacrata nel 1911 dal metropolita Andrej Šeptycky.
È stata chiusa dal 1945 fino al 1989.